# Merika Enne
Merika Enne (Tampere, 24 de junio de 1992) es una deportista finlandesa que compite en snowboard. Ganó una medalla de plata en el Campeonato Mundial de Snowboard de 2015, en la prueba de big air.

## Medallero internacional
| Campeonato Mundial | Campeonato Mundial    | Campeonato Mundial | Campeonato Mundial |
| Año                | Lugar                 | Medalla            | Competición        |
| ------------------ | --------------------- | ------------------ | ------------------ |
| 2015               | Kreischberg (Austria) | Medalla de plata   | Big air            |